# Adrián Nicolari
Adrián Nicolari (* 29. Juni 2006) ist ein uruguayischer Leichtathlet, der sich auf den Sprint spezialisiert hat.

## Sportliche Laufbahn
Erste internationale Erfahrungen sammelte Adrián Nicolari im Jahr 2022, als er bei den Jugend-Südamerikaspielen in Rosario in 10,67 s die Bronzemedaille im 100-Meter-Lauf gewann und sich über 200 Meter in 21,79 s ebenfalls die Bronzemedaille sicherte. Anschließend gewann er bei den U18-Südamerikameisterschaften in São Paulo in 10,63 s die Silbermedaille über 100 Meter und belegte in 21,73 s den vierten Platz im 200-Meter-Lauf. Daraufhin kam er bei den U23-Südamerikameisterschaften in Cascavel mit 10,69 s und 22,68 s jeweils nicht über den Vorlauf über 100 und 200 Meter hinaus. Im Jahr darauf belegte er bei den U20-Südamerikameisterschaften in Bogotá in 22,34 s den achten Platz über 200 Meter und verpasste über 100 Meter mit 11,03 s den Finaleinzug. Im September gewann er bei den Ibero-Amerikanischen U18-Meisterschaften in Lima in 10,87 s die Silbermedaille über 100 Meter und schied über 200 Meter mit 21,98 s im Vorlauf aus. 2024 ging er im Finale über 100 Meter bei den U20-Südamerikameisterschaften ebendort nicht mehr an den Start. 2025 verpasste er bei den Hallensüdamerikameisterschaften in Cochabamba mit 6,83 s den Finaleinzug im 60-Meter-Lauf. Ende April schied er bei den Südamerikameisterschaften in Mar del Plata mit 10,74 s in der Vorrunde über 100 Meter aus und kam im Staffelbewerb über 4-mal 100 Meter im vorlauf nicht ins Ziel.
2022 wurde Nicolari uruguayischer Meister im 200-Meter-Lauf sowie 2024 und 2025 über 100 Meter sowie 2024 in der 4-mal-100-Meter-Staffel.

## Persönliche Bestzeiten
- 100 Meter: 10,63 s (+0,6 m/s), 9. September 2022 in São Paulo
  - 60 Meter (Halle): 6,71 s, 1. Februar 2025 in Montevideo
- 200 Meter: 21,73 s (−1,0 m/s), 10. September 2022 in São Paulo